# Latin humaniste

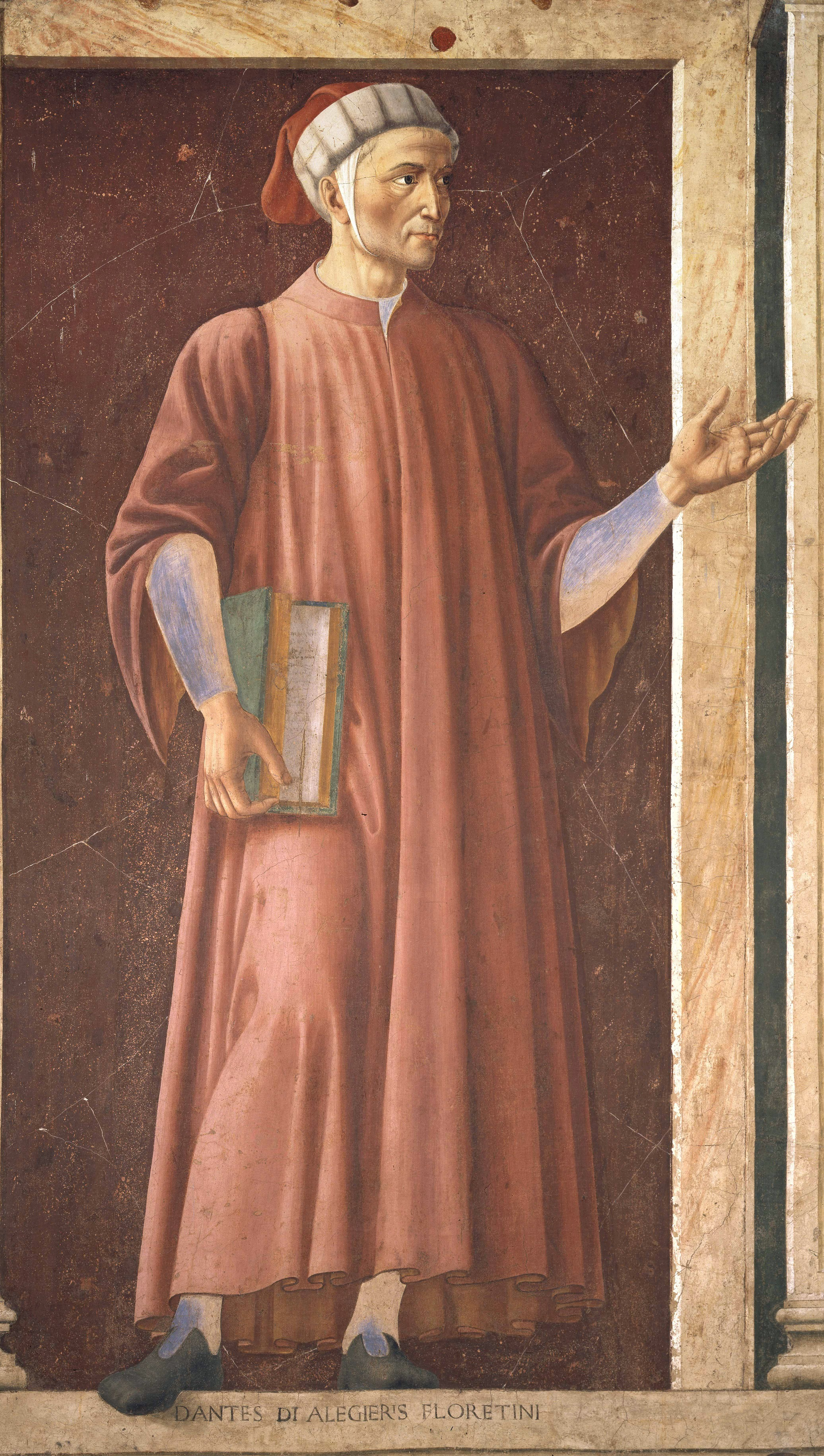
Dante, premier des humanistes

Le latin humaniste est une forme spécifique du latin développée pendant la Renaissance (XIVe et XVe siècles), plus particulièrement par les humanistes de la Renaissance.